# Surfin' Bird
Singles de The Trashmen
Bird Dance Beat
(1964)
Surfin' Bird est une chanson du groupe américain de surf rock The Trashmen en 1963, issu de l'album du même nom.
Le titre a été très souvent repris, notamment par les Ramones, The Cramps ou encore Sodom.

## Historique
Surfin' Bird est fondée sur deux autres chansons du groupe The Rivingtons, soit Papa-Oom-Mow-Mow et The Bird is the Word.
Les Trashmen créent ce titre un peu par inadvertance lors d'un concert. Ils entendent The Bird is the Word interprété un soir par les Sorensen Brothers et décident de la jouer sur scène, sans savoir qu'il s'agit d'un morceau des Rivingtons. Ils y incorporent pourtant le refrain de Papa-Oom-Mow-Mow du même groupe, tant l'association leur semble évidente.
Sur suggestion du DJ Bill Diehl, la chanson est enregistrée en 1963 au studio Kay Bank à Minneapolis dans le Minnesota, et est publiée en single le 13 novembre sur le label Garrett, filiale de Soma Records. La chanson atteint la 4e place du Billboard Hot 100. Les Trashmen enregistrent ensuite un album nommé d'après le morceau, sorti deux mois plus tard.

## Classements
| Palmarès (1963–64)             | Meilleure position |
| ------------------------------ | ------------------ |
| États-Unis Billboard Hot 100   | 4                  |
| États-Unis Cash Box Top 100    | 4                  |
| Palmarès (2009)                | Meilleure position |
| Royaume-Uni (UK Singles Chart) | 50                 |
| Palmarès (2010)                | Meilleure position |
| Royaume-Uni (UK Singles Chart) | 3                  |

## Reprises
Plusieurs groupes ont repris cette chanson,. Parmi ceux-ci, on compte notamment :
- 1977 : les Ramones sur leur album Rocket to Russia.
- 1978 : The Cramps en single.
- 1981 : Sha Na Na sur l'album Silly Songs.
- 1983 : The Bananamen, sur The Crusher.
- 1984 : le groupe italien Skiantos sur Ti spalmo la crema.
- 1987 : l'acteur comique Pee-Wee Herman, sur la bande originale du film Back To The Beach.
- 1994 : The Queers, en single.
- 1996 : Silverchair pour la compilation M.O.M. Vol. 1 - Music for Our Mother Ocean.
- 1996 : Sergueï Kouriokhine en russe.
- 2000 : Messer Chups (Trashman Upgrade).
- 2001 : Sodom sur l'album M-16.

The Iguanas, le groupe dans lequel jouait Iggy Pop avant de créer les Stooges, l'enregistre vers 1965 sur une démo instrumentale, finalement publiée en 1995 sur l'album Jumpin' with the Iguanas.
En 1988, la chanson est adaptée en français sous le titre J'aime Le Beurre par le groupe Au Bonheur des dames pour leur album Jour de fête.
Devenue une sorte de « classique » du punk rock, la chanson est interprétée en concert par Die Ärzte, Nomeansno, Shotgun Messiah, Heideroosjes, The Locos, D.O.A., HammerFall, Jeffrey Lewis, The Refrescos, Washington Dead Cats, Reincidentes, Jake Shears, le guitariste Paul Gilbert, ainsi que plusieurs des anciens membres des Ramones en solo. Elles est également interprétée par Southside Johnny ou Billy Joel.

## Dans les médias
Dans la culture populaire, Surfin' Bird est utilisée dans de nombreux médias.

### Cinéma
- Pink Flamingos de John Waters (1972)
- Full Metal Jacket de Stanley Kubrick (1987)
- Malibu 88 (en) de Lyndall Hobbs (1987), chantée par Pee-Wee Herman
- Week-end en famille de Jodie Foster (1995)
- Les 4 saisons d'Espigoule, de Christian Philibert (1999)
- Le Vilain, d'Albert Dupontel (2009)
- Vies brûlées, de Marcelo Piñeyro (2001)
- Brice 3 de James Huth (2016)
- En liberté ! de Pierre Salvadori (2018), version des Cramps

### Séries télévisées
- Clair de lune, épisode Des hauts et des bas (1988)
- Sesame Street (1995), où elle est chantée par le personnage Big Bird.
- Z'oiseaux (en) (1998)
- Les Griffin, dans l'épisode J'ai rêvé de Jésus (2008), dans lequel le personnage de Peter Griffin redécouvre cette chanson et décide de la faire jouer en continu.
- How I Met Your Mother, où les personnages inventent le fameux Bang Bang Bangity Bang dont l'air est tiré de cette chanson.

### Jeux vidéo
- Battlefield: Bad Company 2, extension Bad Company 2: Vietnam (2010)

### Publicité
- Console Mega Drive de Sega (France - 1991)
- Renault Laguna (France - 1995)
- Menu Happy Meal de McDonald's (France - 2010)[11]
- Bande-annonce pour la série Harvey Beaks (Nicktoons, Royaume-Uni - 2015)
- Bière Heineken (New Friends, États-Unis - 2018 ; version des Ramones)